# 5294 Onnetoh
5294 Onnetoh (1991 CB) là một tiểu hành tinh vành đai chính được phát hiện ngày 3 tháng 2 năm 1991 bởi Endate và Watanabe ở Kitami.